# Frédéric Antonetti
Pour les articles homonymes, voir Antonetti.
Frédéric Antonetti, né le 19 août 1961 à Venzolasca (Haute-Corse), est un footballeur français devenu entraîneur puis dirigeant.
Après une carrière de joueur relativement modeste, il devient comme entraîneur un personnage notoire du football français. Pendant sa carrière à ce poste, qui s'étend de 1994 à 2023, il travaille successivement pour sept clubs français, et un club japonais.
Il est depuis 2024 le directeur technique du SC Bastia, son club formateur, où il a terminé sa carrière de joueurs, et dont il a été l'entraîneur à deux reprises, de 1994 à 1998 pour ses débuts à ce poste, puis de 1999 à 2001. 

## Biographie

### Footballeur professionnel

#### Début en Corse puis à l’INF Vichy (1972-1983)
Il prend sa première licence à l’AS Vescovato à l’âge de onze ans avant de rejoindre un an après le Sporting Étoile Club Bastia où il gravit les échelons jusqu’à l’équipe réserve avec laquelle il évolue en division 3 à partir de la saison 1977-1978.
Après la saison 1978-1979, Frédéric Antonetti décidera de quitter la Corse pour intégrer le centre de formation de l’INF Vichy. Pendant les trois années de formation, il aura entre autres pour partenaires de futurs grands joueurs comme Pascal Olmeta, Alain Casanova et Jean-Pierre Papin.
Sa formation terminée, Frédéric Antonetti retourne en Corse afin de réintégrer le Sporting Étoile Club Bastia mais sa saison 1982-1983 est maigre avec seulement deux matchs de Division 1 joués à cause d'une trop forte concurrence.

#### Départ pour Béziers (1983-1985)
Voyant qu’il aura du mal à se faire une place dans le club, Frédéric Antonetti décide de descendre à l’échelon inférieur pour pouvoir plus facilement percer. Il rejoint l'AS Béziers en même temps que le nouvel entraîneur du club, Jean-Pierre Destrumelle. Là, l’ancien Bastiais devient un titulaire indiscutable en disputant 35 rencontres, mais sans avoir de poste défini entre la défense et le milieu de terrain. Il passe deux saisons dans l’Hérault, le club luttant a chaque fois pour le maintien.

#### Le Puy (1985-1987)
Après deux ans à l'AS Béziers, il s'engage avec le CO Le Puy, en Auvergne, qui a accédé à la Division 2 l'année précédente. Avec un effectif plus que correct, Frédéric Antonetti et son nouveau club réalisent une formidable saison 1985-1986 qui les verra terminer à une surprenante 7e position, ratant de cinq points la troisième place qui aurait permis de disputer les barrages pour l’accession en Division 1. La saison 1986-1987 est très différente, le club lutte pour éviter le bas du classement.

#### Retour à Bastia (1987-1990)
Pendant l’été 1987, Frédéric Antonetti réalise son rêve de revenir au Sporting Étoile Club Bastia afin de devenir titulaire. L'entraîneur Roland Gransart le positionne comme sentinelle devant la défense et il réussit bien à ce nouveau poste, au point de marquer 4 buts en 31 matchs. Pour la saison 1988-1989, Frédéric Antonetti perd sa place de titulaire et ne dispute que 22 rencontres, marquant 2 buts. Lors de la saison suivante en 1989-1990, il est écarté du groupe professionnel et il évolue toute l’année avec la réserve bastiaise. Le cœur n’y est plus et à la fin de la saison, Frédéric Antonetti prend la décision de raccrocher, à presque 29 ans, malgré les sollicitations de plusieurs clubs de Division 2.

### Entraîneur

#### Formateur puis entraîneur à Bastia (1990-1994)
À la fin de sa carrière, en 1990, Frédéric Antonetti intègre le centre de formation de l'équipe bastiaise, en Division 2 depuis 4 ans et échouant régulièrement en matches de barrage pour la montée. Beaucoup de jeunes joueurs renforceront l'équipe première, notamment après la catastrophe de Furiani (5 mai 1992) où l'équipe, sans stade et désargentée, doit s'appuyer sur la formation pour avancer : Morlaye et Ousmane Soumah, Mosali, Poggi, Maroselli, Casanova, Anziani, Rool et consorts sortiront l'équipe du piège prévisible, placé en 4e position de son groupe de Division 2 lui permettant d'accéder en 1993 à la nouvelle « Super D2 », à groupe unique (contre deux groupes auparavant).
Pendant ce temps-là, le Gazélec FC Ajaccio, dans le même groupe que le Sporting Étoile Club Bastia, finira en 11e position et devra redescendre en National. La saison suivante, sous la direction de Léonce Lavagne, le club arrache la 3e place derrière l'OGC Nice et le Stade rennais FC après une victoire face à l'AS Nancy-Lorraine, permettant au Sporting Étoile Club Bastia de réintégrer la Division 1 alors abandonnée depuis 9 ans. Directeur du centre de formation, Frédéric Antonetti voit son travail reconnu au plus haut niveau.
Le travail de Frédéric Antonetti ne prend toutefois sa reconnaissance qu'en 1994-1995 : la première saison de Division 1 du club voit Léonce Lavagne débarqué en octobre, après une défaite à domicile contre le Stade rennais FC. Le Sporting Club de Bastia proche de la relégation, c'est Frédéric Antonetti qui prend le relais pour une aventure longue d'une demi-douzaine d'années. Cette première saison, Frédéric Antonetti emmène le club en finale de la nouvelle formule de la Coupe de la Ligue, ressuscitée par la Ligue nationale de football (LFP) avec une défaite jugée injuste (0-2) face au Paris Saint-Germain (avec un but pourtant valable d'Anto Drobnjak qui est refusé).
Deux fois maintenu à la 15e place, c'est sous sa direction que le club retrouve ses heures de gloire : avec son nez creux et son association avec Villanova au recrutement, le club arrive à la 7e place du championnat en 1996-1997 et accède à la Coupe Intertoto, qu'il remportera durant une finale aller-retour épique contre l'équipe suédoise d'Halmstads BK (1-0 en Suède et 1-1 après prolongation à Furiani sur un but d'Ousmane Soumah qui lui coûtera des fractures des cervicales). Après s'être qualifié contre le Benfica Lisbonne (0-0, 1-0, but de Pierre-Yves André), c'est devant le FCSB que le Sporting Club de Bastia s'arrête, au bénéfice des buts inscrits à l'extérieur (0-1, 3-2) pour les Roumains.
Cette saison fut la plus aboutie de Frédéric Antonetti à Bastia, qu'il amène à la 9e place du championnat et qualifie à nouveau pour la Coupe Intertoto, dont il se fera sortir sans gloire en 1/2 finale par les Yougoslaves du Vojvodina Novi Sad (2-0, 0-4).

#### Une expérience au Japon (1998-1999)
De juillet 1998 jusqu'à juillet 1999, il entraine le club du Gamba Osaka, évoluant en J1 League (la première division japonaise). Il y vient en compagnie d'Anto Drobnjak. Soucieux d'une nouvelle expérience, il y coachera Patrick Mboma, attaquant des Lions indomptables du Cameroun, et retient de cette saison en Asie un souvenir inoubliable malgré l'absence de titre.

#### Retour en Corse (1999-2001)
Après une saison bastiaise 1998-1999 chaotique, où se succèdent Henryk Kasperczak, Laurent Fournier et José Pasqualetti sur le banc d'un Sporting Club de Bastia en pleine déliquescence, Frédéric Antonetti revient à Bastia, après son expérience à Osaka, ramenant avec lui du Japon Nebojša Krupniković et David Mazzoncini. Dès lors, le maintien sera toujours obtenu à quelques journées avant la fin du championnat, offrant de plus quelques matches références et l'intégration de jeunes joueurs actuellement titulaires en Division 1, formés ou non au club ou non, comme Pascal Berenguer, Nicolas Penneteau, François Modesto, Franck Jurietti, David Ducourtioux :
- Victoire en prolongations face à l'Olympique lyonnais, en Coupe de la Ligue 2000, grâce à un but de Frédéric Née et un penalty stoppé à la 123e minute par Éric Durand, lors d'une saison où le Sporting Club de Bastia n'a remporté aucun match à l'extérieur depuis 16 mois.

- Défaite 1-2 contre le Paris-Saint-Germain qui ferme la porte à une participation européenne à deux journées de la fin, alors que le Sporting Club de Bastia était 5e et invaincu à domicile.

- Victoire 3-0 contre l'Olympique de Marseille de Bernard Tapie en 2000-2001, avec Albert Emon et Christophe Galtier sur le banc marseillais.

Ces matchs démontrent les qualités premières de Frédéric Antonetti : meneur d'hommes qui ne mâche pas ses mots et n'hésite pas à engueuler ses joueurs (par exemple Yann Lachuer totalement secoué par un Frédéric Antonetti fou de rage en 1999-2000), il leur demande un esprit combattant et un comportement guerrier dans lequel les qualités techniques permettent des contres rapides. Tactiquement, il a progressivement glissé du 4-3-3 au 5-3-2 avec deux ailiers de débordement et trois milieux défensifs-relayeurs pour jouer rapidement sur les phases de jeu non arrêtées.
En janvier 2000, face au relégable strasbourgeois, les Bastiais sont menés au score et réduits à 10 après 20 minutes de jeu, à la suite de l'expulsion injustifiée de Pierre-Yves André par l'arbitre, M. Viléo. Peu après ces faits de match, l'arbitre-assistant réprimande Frédéric Antonetti qui se lève de son banc et lui dit sa façon de penser, le bousculant légèrement l'arbitre-assistant, qui appelle l'arbitre central qui exclut Frédéric Antonetti, obligé de rejoindre les vestiaires. C'est son assistant Jean-Marie de Zerbi qui va alors gérer l'équipe en communiquant avec Frédéric Antonetti, installé dans les tribunes par talkie-walkie.
Les joueurs, eux, se révoltent sur le terrain, avec un Pierre Laurent transformé, qui permet au Sporting Club de Bastia de s'imposer 3-1 sur les Alsaciens. La commission de discipline de la Ligue nationale de football suspend l'entraîneur bastiais avec 6 mois d'interdiction de touche, peine ramenée en appel à 3 mois en avril. Durant cette période, l'équipe se délite, malgré une victoire prestigieuse au Stade rennais FC (1-2) (sur un magnifique lob de Frédéric Née qui fixe Bernard Lama), et se contente de la Coupe Intertoto après un festival contre le Toulouse FC (5-1) après avoir lutté pour une qualification en Coupe de l'UEFA toute la saison.
Mais au-delà de la sanction disciplinaire, c'est le manque d'ambitions du président François Nicolaï qui pousse Frédéric Antonetti à quitter le Sporting Club de Bastia.

#### Deux ans et demi à Saint-Étienne (2001-2004)
En 2001, l'AS Saint-Étienne est en position de relégable et limoge son entraineur Alain Michel. Le club est aussi dans une mauvaise situation financière. La direction décide alors de faire appel à Frédéric Antonetti. Son arrivée va marquer une mue du club. Il arrive avec Christian Villanova qui va réussir à effectuer un recrutement convaincant à coup de prêts (à cause du déficit du club, les recrutements ayant été interdits par la DNCG). Sauvé de justesse d'une relégation en National à la fin de la saison 2001-2002, le club ne va cependant pas retrouver tout de suite la réussite.
En effet, malgré l'électrochoc, la saison suivante n'est pas exemplaire avec en point culminant une défaite 3-0 au stade Geoffroy-Guichard face au Football Club de Gueugnon en janvier 2003. Mais, alors que l'horizon semble de nouveau s'obscurcir, Frédéric Antonetti augmente encore sa pression sur ses joueurs et augmente sa confiance dans les jeunes joueurs (Hérita Ilunga, Julien Sablé et Jérémie Janot notamment). La tactique est payante et l'énergie insufflée par Frédéric Antonetti à des effets inespérés car les Verts sont champions de Ligue 2 dès l'année suivante, la saison 2003-2004, en accrochant notamment une demi-finale de Coupe de la Ligue (20° : (L2) AS Saint-Étienne 2-0 FC Sochaux-Montbéliard (L1), 120° : AS Saint-Étienne 2-3 FC Sochaux-Montbéliard).
Mais la différence de point de vue, jusqu'alors cachée, entre les actionnaires du club (Bernard Caïazzo en tête) et la direction en place Thomas Schmider (président de l'époque), Christian Villanova et Frédéric Antonetti, apparait au grand jour. Le divorce est rapide et la direction sportive quitte le club juste promu malgré les protestations des supporters (plus de 500 d'entre eux manifesteront devant le stade les jours suivants cette décision de départ). C'est le début de l'ère Caïazzo-Baup à l'AS Saint-Étienne. Malgré son départ du club, Frédéric Antonetti vivra à Saint-Étienne jusqu'à fin 2005, date de son départ pour l'OGC Nice.

#### OGC Nice (2005-2009)
Avec l'OGC Nice, sa première saison est une réussite puisqu'il permet au club d'une part, d'obtenir son meilleur classement en Ligue 1 depuis plus de 20 ans (8e), d'autre part, d'accéder à la finale de la Coupe de la Ligue (défaite 2-1 contre l'AS Nancy-Lorraine). La saison 2006-2007 est moins bonne, le club se sauvant de justesse de la relégation. La saison suivante, le championnat se déroule parfaitement pour Frédéric Antonetti et l'OGC Nice. Les nouvelles recrues s'adaptent très bien au club, notamment David Hellebuyck (recruté pour moins d'un million d'euros) et Vincent Hognon (recruté gratuitement). On peut cependant regretter les départs de Marama Vahirua (pour à peine plus d'un million) et surtout de David Bellion vendu seulement 2 millions au FC Girondins de Bordeaux et qui explose sous son nouveau maillot. Mais le club se classe très vite dans les 5 premiers tout le long du championnat. La fin de saison est très serrée et Frédéric Antonetti rate de peu une qualification pour la Coupe Intertoto. La dernière saison au club est plus compliquée avec notamment une élimination en demi-finale de la Coupe de la Ligue contre le Vannes OC.

#### Stade rennais FC (2009-2013)
Le 2 juin 2009, Frédéric Antonetti s'engage pour deux ans avec le Stade rennais FC, succédant ainsi à Guy Lacombe. Lors de sa première saison, le Stade rennais FC termine à la 9e place au classement de Ligue 1. Lors de la saison 2010-2011, le Stade rennais FC passe la grande majorité de la saison sur le podium de Ligue 1, mais termine finalement sixième et se qualifie pour la Ligue Europa grâce au report des places européennes des premières équipes déjà qualifiées pour la Ligue des champions et vainqueurs des coupes nationales. Le 12 avril 2011, il prolonge son contrat de deux saisons. Pour la saison 2011-2012, Frédéric Antonetti mise sur la continuité. Le Stade rennais FC termine encore sixième de Ligue 1, et échoue en demi-finale de la Coupe de France, au stade Michel-d'Ornano du Stade Malherbe Caen, face aux amateurs de Quevilly Rouen Métropole, pensionnaires de National.
Lors de la saison 2012-2013, enfin, il dispute une troisième finale de Coupe de la Ligue avec un troisième club différent, la première de l'histoire du Stade rennais FC. Le 20 avril 2013, le Stade rennais FC s'incline face à l'AS Saint-Étienne sur le score de 1-0 avec un but de Brandão à la 18e minute. Le 23 avril 2013, l'entraîneur corse annonce qu'il renonce à prolonger son contrat, celui-ci arrivant à échéance en juin 2013,,. Il est remplacé par Philippe Montanier, 4e de Liga avec la Real Sociedad l'année précédente.

#### LOSC Lille (2015-2016)
Le 22 novembre 2015, après presque deux ans et demi sans entraîner, il est nommé entraîneur du LOSC Lille jusqu'en juin 2017,. Il est chargé de relancer le LOSC Lille englué dans le bas du classement. Il succède à Hervé Renard qui n'a pas réussi à convaincre ses dirigeants mais également les spectateurs, en raison d'un jeu jugé trop terne. Frédéric Antonetti enchaîne une série de trois victoires en quatre matchs, soit plus que Hervé Renard, qui n'en comptait que deux sur douze matchs.
En avril 2016, Frédéric Antonetti perd sa quatrième finale de Coupe de la Ligue face au Paris Saint-Germain (2-1). Le 14 mai 2016, le LOSC Lille devient européen, prenant la cinquième place en championnat, à la suite de sa victoire face à l'AS Saint-Étienne. C'est le meilleur résultat du club nordiste depuis 2 ans. Le 13 septembre 2016, son contrat est prolongé jusqu'en juin 2020,.
Deux mois plus tard, le 22 novembre 2016, alors que le LOSC Lille pointe à la 19e place de Ligue 1 après 13 journées, son contrat est résilié. Il est remplacé par Patrick Collot qui assurera l'intérim, avant que Franck Passi n'arrive à l'hiver pour terminer la saison et surtout préparer la transition et le nouveau projet du club incarné par l'intronisation de Marcelo Bielsa.

#### FC Metz (2018-2019)
Le 24 mai 2018, il devient l’entraineur du FC Metz qui évolue en Ligue 2, en signant un contrat de trois ans.
Son début de saison commence parfaitement puisque le FC Metz remporte ses sept premiers matchs de championnat respectivement face à Brest, Orléans, Clermont, Ajaccio, Troyes, Lens et Béziers. Par la même occasion, il bat le record de victoires de suite en début de championnat depuis l'instauration de la poule unique en deuxième division en 1992.
Le 20 mai 2019, Frédéric Antonetti est remplacé par Vincent Hognon pour rester au chevet de son épouse malade. Il demeure néanmoins manager général du club messin.

#### Retour au FC Metz (2020-2022)
Vingt-trois mois après être reparti en Corse pour s'occuper de son épouse malade, qui décède en juillet 2020, Frédéric Antonetti reprend son poste d’entraîneur principal de l’équipe professionnelle le 12 octobre 2020.
Le 18 février 2021, il est prolongé officiellement jusqu'en 2024 pour trois saisons.
Le 9 juin 2022, après la relégation de Metz en Ligue 2, le club se sépare de Frédéric Antonetti.

#### RC Strasbourg (2023)
Le 14 février 2023, Frédéric Antonetti est nommé entraîneur de l'équipe première du RC Strasbourg,,,. Quatre jours plus tard, le 18 février 2023, le RC Strasbourg affronte l'Angers SCO, lanterne rouge du championnat, au stade de la Meinau. Pour son premier match à la tête du Racing, son équipe remporte le match (2-1). Le 26 février 2023, il enchaîne à l'extérieur par un match nul (1-1) face au Clermont Foot 63 au stade Gabriel-Montpied puis par une défaite (0-1) à domicile le 5 mars 2023 contre le Stade brestois 29,.
Le 27 mai 2023, en arrachant le match nul (1-1) contre le Paris Saint-Germain à domicile, il permet de maintenir le RC Strasbourg au soir de la 37e journée et remplit ainsi sa mission.
Le 27 juin 2023, à la suite de l'arrivée de BlueCo, un consortium d'investisseurs américains, le RC Strasbourg annonce mettre un terme à sa collaboration avec Frédéric Antonetti afin de démarrer un nouveau cycle. Pour le président du club Marc Keller, « Frédéric avait une mission et il l'a parfaitement remplie ». Concernant son départ, Frédéric Antonetti dit ceci : « Je m’en vais avec le sentiment d’avoir contribué à la pérennité de ce club prestigieux, ce dont je suis très fier ».

### Directeur technique
Le 27 mars 2024, le SC Bastia annonce que Frédéric Antonetti a donné un accord de principe pour un retour au club à compter de la saison 2024/2025 dans des fonctions de directeur technique.

## Statistiques d'entraîneur
| SC Bastia        | 2 octobre 1994   | 13 mai 1998      | 165 | 64  | 45  | 56  | 38,7 |
| Gamba Osaka      | 14 mai 1998      | 1er juin 1999    | 53  | 16  | 10  | 27  | 30,1 |
| SC Bastia        | 1er juillet 1999 | 31 mai 2001      | 78  | 30  | 18  | 30  | 38,4 |
| AS Saint-Étienne | 9 octobre 2001   | 2 juin 2004      | 120 | 55  | 30  | 35  | 45,8 |
| OGC Nice         | 1er juin 2005    | 2 juin 2009      | 171 | 62  | 55  | 54  | 36,2 |
| Stade Rennais    | 2 juin 2009      | 1er juillet 2013 | 183 | 75  | 43  | 65  | 40,9 |
| Lille OSC        | 22 novembre 2015 | 22 novembre 2016 | 45  | 19  | 11  | 15  | 42,2 |
| FC Metz          | 24 mai 2018      | 17 décembre 2018 | 22  | 16  | 2   | 4   | 72,8 |
| FC Metz          | 12 octobre 2020  | 9 juin 2022      | 59  | 16  | 18  | 25  | 27,1 |
| RC Strasbourg    | 13 février 2023  | 27 juin 2023     | 15  | 6   | 4   | 5   | 42,8 |
| Total            | Total            | Total            | 911 | 359 | 236 | 372 | 41,3 |

## Palmarès
- Sporting Club de Bastia
  - Vainqueur : Coupe Intertoto en 1997.
  - Finaliste : Coupe de la Ligue en 1995.

- AS Saint-Étienne
  - Vainqueur : championnat de France de Ligue 2 en 2004.

- OGC Nice
  - Finaliste : Coupe de la Ligue en 2006.

- Stade rennais FC
  - Finaliste : Coupe de la Ligue en 2013.

- LOSC Lille
  - Finaliste : Coupe de la Ligue en 2016.

- FC Metz
  - Vainqueur : championnat de France de Ligue 2 en 2019.

## Médias
De novembre 2008 à juin 2009 (arrêt de la publication), il est chroniqueur pour le quotidien Aujourd'hui Sport.
Il devient par la suite consultant sportif pour l'émission J+1 sur Canal+ présentée par Stéphane Guy.
Entre 2017 et 2018, il est chroniqueur dans le Canal Football Club, émission présentée par Hervé Mathoux tous les dimanches soir sur Canal+.